# Renzo Ramírez
Renzo Ramírez, vollständiger Name Renzo Ramírez Maidana, (* 6. Juni 1996 in Montevideo) ist ein uruguayischer Fußballspieler.

## Karriere
Defensivakteur Ramírez gehörte seit 2009 der Nachwuchsabteilung des Danubio FC an. Bei den Montevideanern debütierte er am 24. April 2016 für die Profimannschaft in der Primera División, als er von Trainer Pablo Gaglianone am 9. Spieltag der Clausura bei der 0:3-Heimniederlage gegen River Plate in die Startelf beordert wurde. Insgesamt bestritt er in der Spielzeit 2015/16 sieben Erstligapartien (ein Tor). Während der Saison 2016 kam er siebenmal (kein Tor) in der Liga zum Einsatz.